# 유사세트

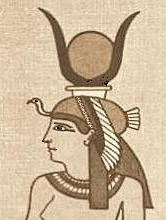

유사세트는 아누비스의 여성 신 모습의 이름이다. 보통, 아누비스가 세베크에게 토에리스의 저주를 듣고 변한다고 파피루스에 적혀 있다. 세베크는 아누비스의 토에리스의 저주를 듣고 토에리스의 저주를 힘을 품게 된 다음, 아누비스의 치부 성기를 물어 뜯어 토에리스에게 유적을 선사한 전승이 있다. 이집트 캐러밴 사이의 전승. 그것을 태양신 라가 부인으로 삼았다는 파피루스가 있다. 이집트어로는 세베텍. 그런 트랜스젠더의 수호신이다.